# Clanculus cristinae
Clanculus cristinae is een slakkensoort uit de familie van de Trochidae. De wetenschappelijke naam van de soort is voor het eerst geldig gepubliceerd in 2002 door Rubio & Rolan.